# Гонелла, Гвидо
Гвидо Гонелла (итал. Guido Gonella; 18 сентября 1905, Верона, Королевство Италия — 19 августа 1982, Неттуно, Италия) — итальянский юрист и государственный деятель, министр юстиции Италии (1953, 1957—1962, 1968 и 1972—1973).

## Биография
Родился в семье муниципального служащего.
Изучал философию с акцентом на философии права в Университете Бари и Павийском университете. В 1928 г. получил диплом Католического университета Святого Сердца в Милане. По завершении обучения работал журналистом.
В 1928 г. переезжает в Рим, где получает второе юридическое образование. В 1928 г. становится был первым главным редактором Azione Fucini, газеты Итальянской католической университетской федерации, в 1930-е гг. — редактор L'Osservatore Romano, издания Святого Престола (1933—1940). К этому периоду относится его знакомство с Джованни Монтини, будущим Папой Павлом VI. Также являлся профессором философии права Папского Латеранского университета в Риме (1962—1975). Как главный редактор четко занял позицию противника фашизма и национал-социализма, особенно в отношении нарушения политической и религиозной свободы.
В последующие годы он стал противником фашистской диктатуры Бенито Муссолини и в 1939 г. был задержан, но вскоре освобожден благодаря вмешательству Святого Престола. Во время Второй мировой войны работал журналистом Il Popolo, политической газеты христианских демократов, после войны в 1946 г. был назначен ее редактором. В 1943 г. выступил одним из авторов Codice di Camaldoli, проекта программы христианско-демократической политической и экономической системы для послевоенной Италии.
После окончания Второй мировой войны, в апреле 1945 г., становится членом Национального совета, а в июне 1946 г. избирается в состав Учредительного собрания. С 1948 по 1972 гг. избирался в Палату депутатов, представляя там Верону. В 1950—1953 гг. являлся политическим секретарем Христианско-демократической партии.
Неоднократно входил в состав итальянского правительства:
- 1947—1953 гг. — министр народного просвещения. На этом посту им была разработана 10-летняя программа развития школьного образования, получившая название «плана Гонелла»,
- июль-август 1953 г. — министр юстиции,
- 1955—1957 гг. — министр без портфеля, занимался вопросами административной реформы и исполнению Конституции,
- 1957—1962 гг. — вновь министр юстиции.

В 1966—1968 гг. — вице-президент Палаты депутатов, а также заместитель председателя Комитета по контролю библиотек. В 1969—1972 гг. — председатель избирательной комиссии Палаты депутатов.
В июне-декабре 1968 г. и в 1972—1973 гг. вновь занимал должность министра юстиции Италии. Неоднократно занимая этот пост, способствовал созданию Высшего судебного совета, реформе пенитенциарной системы и обновлению кодексов.
С 1972 г. и до конца жизни являлся членом итальянского Сената. Одновременно с мая 1979 г. — депутат первого Европарламента и заместитель его председателя.
В феврале 1963 г. был избран первым президентом Ордена журналистов Италии.